# Saint-Joseph de Porterie
Saint-Joseph de Porterie est un quartier situé au nord-est de Nantes, faisant partie d'un ensemble administratif plus vaste, le quartier Nantes Erdre.

## Toponymie
Le nom de « Porterie » (ou « Portricq ») vient du nom d'un ancien château dont les vestiges, forts remaniés, subsistent toujours de nos jours dans le bourg de Saint-Joseph.

## Localisation
Le quartier est situé au nord du périphérique, entre la rive gauche de l'Erdre à l'ouest et la route de Carquefou à l'est. Il est traversé par la route de Saint-Joseph.

## Histoire
Des fouilles effectuées en 2009 révélèrent l'existence d'un grand fossé d'enclos témoignant d'une occupation humaine très ancienne remontant au Ve siècle av. J.-C. Il s'agit du premier site gaulois découvert à Nantes, auquel succéda entre les Ier et IIIe siècles un domaine agricole gallo-romain de type villa rustica,,.
Cet ancien domaine ecclésiastique, cité dans la Charte de Louis VI (rédigée en 1134), appartenait au XIIIe siècle à Jean de Châteaubriant (1265-1312), seigneur des Roches-Baritaut. Puis, à la suite de mariages et d'héritages, le « lieu, manoir, domaine, terres et richesses de Porterie » échoit au XVIe siècle à Jean Tournemine, seigneur de la Guerche. À la suite du décès du fils de ce dernier, François, en 1529, le domaine fut vendu à Geoffroy Drouet, le premier maire de Nantes.
Au XVIIe siècle, la seigneurie est de nouveau vendue, et Michel d'Espinoze, descendant d'une famille de négociants espagnols, s'en porte acquéreur. L'existence, place Saint-Vincent dans le centre-ville de Nantes, d'un « hôtel de Portriq » ou hôtel d'Espinose, témoigne du lien entre cette famille et la seigneurie de Porterie. Charles Paul Augustin d'Espinoze, fut probablement le dernier seigneur de Porterie puisque le domaine fut vendu pour 126 000 livres, le 27 octobre 1787 à René-François Le Lasseur (1754-1838), ancien avocat général à la Chambre des comptes et philanthrope, dont le nom a été donné à un boulevard nantais.
Au début du XIXe siècle, Porterie n'était constitué que de hameaux regroupant quelques fermes, dépendant religieusement de la paroisse Saint-Donatien et administrativement, depuis la Révolution, de la ville de Nantes. L'éloignement de la population vis-à-vis de l'église paroissiale distante de près de 5 km et l'état des routes qui y menaient, poussèrent en décembre 1844, les grands propriétaires terriens de Porterie, à adresser une pétition à l'évêque de Nantes Mgr de Hercé afin de réclamer la création d'une paroisse spécifique. Dès février 1845, le maire de Nantes Ferdinand Favre et son conseil municipal émettent un avis favorable à la demande. Le roi Louis-Philippe répondit donc favorablement à cette requête en signant en ce sens l'ordonnance du 12 novembre 1845 créant la « paroisse de Saint-Joseph de Portricq ».
La nouvelle paroisse, forte de 843 âmes réparties sur 960 hectares, n'avait pas attendu sa création officielle pour commencer la construction de l'église Saint-Joseph dont les plans furent choisis sur le catalogue de l'architecte Joseph-Fleury Chenantais, puisqu'un rapport du 14 juin 1845 mentionne : « L'église est en construction ; engagement a été pris de fournir un presbytère ». Le 30 septembre 1846, l'édifice reçoit la bénédiction solennelle de Mgr de Hercé. C'est autour de ce nouveau lieu de culte que le bourg va prendre forme.
Après la création du presbytère et du cimetière, la paroisse se dote d'un conseil de fabrique. Le 9 décembre 1850, le bourg voit la création d'une première école, née d'une initiative privée. Bien que dénommée « école de garçon », elle accueille également des filles jusqu'à ce qu'un deuxième établissement géré par les sœurs de Saint-Gildas, leur soit dédié quatre ans plus tard. Cependant, la loi de séparation des Églises et de l'État voté en 1905, mettra six ans à être appliquée à Saint-Joseph, du fait de l'influence importante que l'Église avait sur les habitants de la paroisse. Ainsi, aucun propriétaire n'acceptait de vendre un terrain à la ville pour que celle-ci puisse y bâtir une école publique. De plus, les grands propriétaires se cotisèrent même pour financer à grand frais les travaux de réparations des écoles paroissiales.
Mais rien y fait, le Président du Conseil Aristide Briand prend, en août 1909, un arrêté ministériel ordonnant la création d'une école de garçons et d'une école de filles à Saint-Joseph. Un descendant de René-François Le Lasseur accepte finalement de vendre pour une somme élevée, une parcelle de terrain à la ville de Nantes. Le maire Gabriel Guist'hau fait alors construire un groupe scolaire qui ouvre ses portes le 12 octobre 1911. Il accueille dans un premier temps, les enfants des employés municipaux, ceux des ouvriers des usines naissantes des environs et ceux des familles peu fortunées  des hameaux des alentours comme Gachet.
En 1924, la paroisse de Saint-Joseph perd la partie la plus industrieuse de son territoire centrée sur le quartier de la Beaujoire
comptant notamment les cités ouvrières de « La Baratte », de « La Halvèque » et du « Ranzay », abritant les ouvriers de l'usine Batignolles-Châtillon. Une nouvelle paroisse est alors fondée autour de l'église Saint-Georges des Batignolles. Les activités économiques de Saint-Joseph restent alors essentiellement axées sur l'agriculture et notamment le maraichage qui apparut dès 1936. Les besoins de la Seconde Guerre mondiale accentuent le phénomène jusqu'aux années 1970.
Cependant, la poussée démographique que connait l'agglomération nantaise transforme peu à peu en terrains à bâtir, les anciennes tenues maraichères, abandonnées à la suite des départs en retraite de leurs derniers exploitants. Ainsi, des lotissements sortent de terre aux alentours du bourg d'origine. La dernière opération urbaine d'envergure, baptisée « Erdre-Porterie », est en cours depuis 2003 et prévoit l'aménagement d'un écoquartier de 45 hectares réparti sur 5 sites s'étendant jusqu'au quartier de la Beaujoire. 2 200 logements, 11 000 m2 de locaux commerciaux, de services ou d'activités, une crèche, un collège, un EHPAD et le « gymnase Jean-Vincent » doivent être construits avant 2018, date à laquelle le programme doit être achevé.